# Suicidal Tendencies

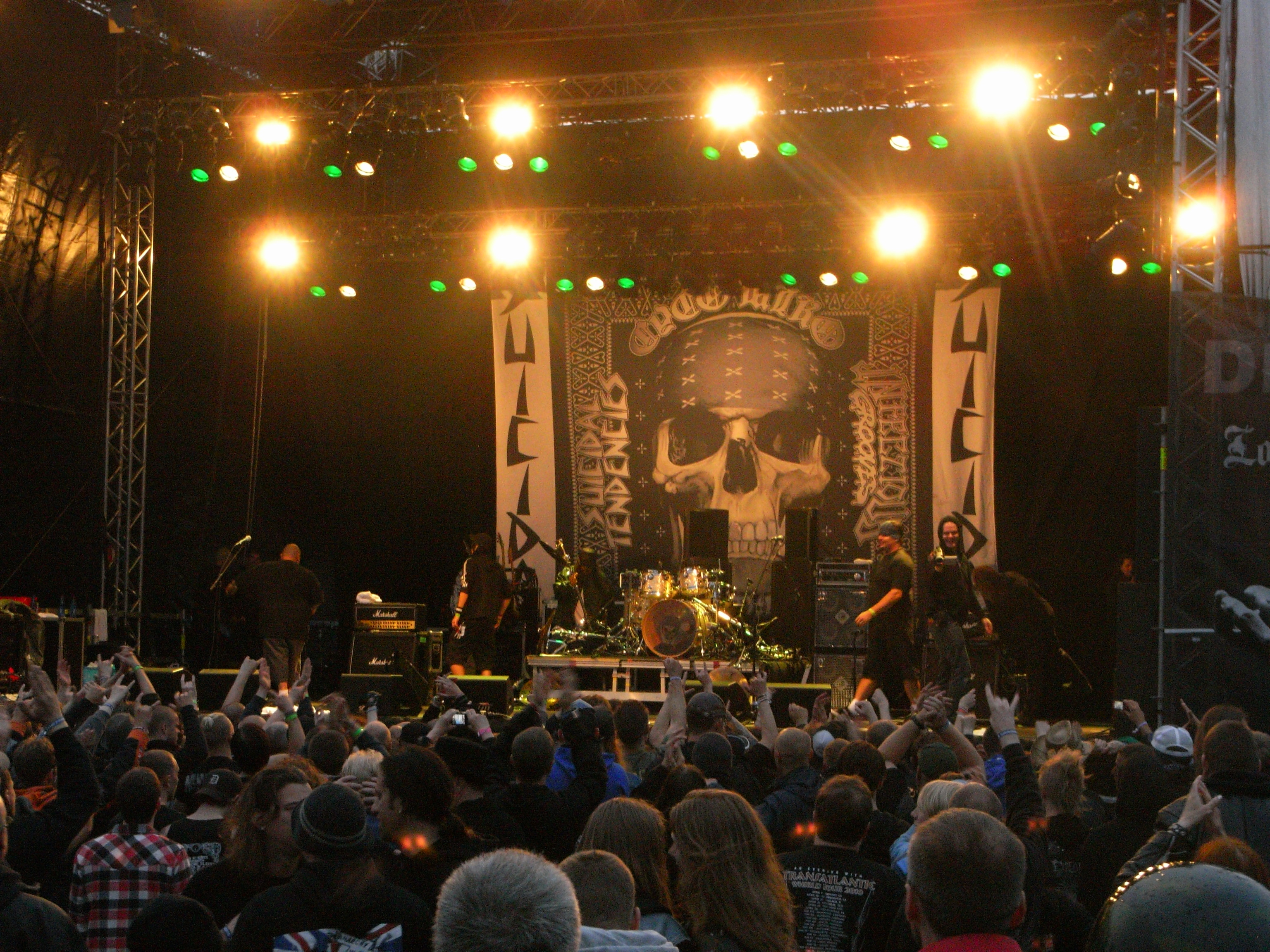
Suicidal Tendencies 2010

Suicidal Tendencies és un grup nord-americà de hardcore i thrash metal format el 1981 a Venice, Los Angeles. És un dels grups pioners de l'estil crossover thrash en incorporar elements del thrash metal a la música hardcore.

## Història

### Primera època: 1983-1987
L'èxit que va tenir el primer disc de Suicidal Tendencies, el 1983, en convertir-se en un dels més venuts de l'escena underground de començament de la dècada, els va permetre signar amb la discogràfica Frontier Records. En aquest primer àlbum homònim apareix la cançó «Institutionalized», que amb el seu videoclip va ser una de les primers del gènere hardcore punk a aparèixer a la MTV, a més d'incloure's el polèmic tema «I shot The Devil», que originàriament es va titular «I shot Reagan», frase que inclou la cançó. Més tard el tema «Institutionalized», va aparèixer en la pel·lícula de cinema d'Alex Cox, Repo Man, i recentment a Iron Man, així com en un episodi de la sèrie de televisió Miami Vice (en el qual el grup va fer un cameo). La temàtica del grup abordava la incomunicació, el conflicte generacional, l'aïllament, la confusió i la solitud.
Els seus dos primers discos es van mantenir en un estil punk rock accelerat i van esdevenir una referència per al món de l'skate. Nogensmenys, el seu segon disc, Join The Army contenia el tema «Possesed to Skate». L'estètica i filosofia del grup s'assemblava a la de les colles chicanas del sud de Califòrnia: bandanes, roba esportiva i el propi grup, en paraules del cantant Mike Muir, declarava considerar-se una gang i sentir-se proper a la filosofia d'una banda juvenil.

### Segona època, desenvolupament i apogeu: 1988-1994

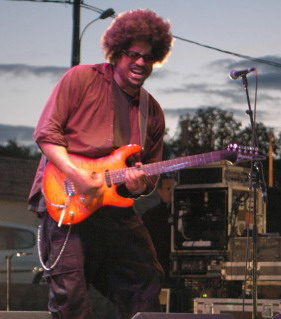
Rocky George

El seu tercer disc va significar un canvi d'estil: els temps es van alentir i les guitarres es van tornar més tècniques i pesades. El grup entrà de ple en el thrash metal amb How Will I Laugh Tomorrow When I Can't Even Smile Today?, i la cançó homònima, un tema amb temps de balada i un canvi de ritme a la meitat, es va tornar un èxit i una referència en la seva música. El seu següent disc, publicat el 1989, Controlled by Hatred/Feel Like Shit...Déjà Vu, fou un altre LP de curta durada que incloïa un tema més a sumar als destacats en el seu repertori: «Controlled by Hatred», un perfecte exemple del particular estil de Muir com a vocalista, gairebé murmurant els versos amb ràbia continguda. L'LP es va convertir en disc d'or.
Els dos següents àlbums van ser celebrats pel seu cada vegada més extens cercle d'admiradors com a autèntiques obres mestres a la vegada que l'estil de la banda es definia i es consolidava en Lights...Camera...Revolution! (1990, disc d'or) i Art Of Rebellion (1992), treballs que aprofundien en les temàtiques característiques de Mike Muir: la solitud, la incomprensió, l'aïllament, la confusió i la força interior. Temes com «Lovely», «Lost Again» i «Give it Revolution» de Lights...Camera...Revolution!, o «Tap into Power» d'Art Of Rebellion, es convertien en clàssics dins del repertori del grup i seguien la influència thrash metal que havien iniciat feia tres àlbums. Al mateix temps, havia començat la dècada de 1990 i això significava fusió d'estils i creativitat a dojo. Bandes diferents i comercialment arriscades estaven triomfant a tot el món, la qual cosa sens dubte va influir a Suicidal Tendencies que es va convertir en un grup més d'aquesta nova escena, i Mike Muir va decidir muntar els seus grups paral·lels Infectious Grooves, en el qual experimentava amb el funk metal i el rock de fusió, i Cyko Myko, que mantenia una línia punk més pura.
El 1993, el grup regravà amb un so de major qualitat el seu primer àlbum Suicidal Tendencies, sota el títol de Still Cyco After All These Years, i rendeixen un homenatge a la popular portada del disc, que els representava penjats cap a baix en una estructura metàl·lica, fotografiant-se una vegada més d'aquesta manera. L'any 1994 veuria la publicació del que es creia seria el seu últim disc, Suicidal For Life, arran de la separació del grup.

### Retorn: 1996-2001
Suicidal Tendencies va tornar el 1996, encara que sense Rocky George, Robert Trujillo i Jimmy DeGrasso que estaven ocupats amb altres projectes. Muir i Clark van portar el nou guitarrista principal Dean Pleasants, el nou baixista Josh Paul i el nou baterista Brooks Wackerman per substituir-los.
La banda va publicar el seu nou material en gairebé mitja dècada, l'EP Six The Hard Way el 1998, que també va incloure dues pistes en directe. Llançat per Suicidal Records, aquest EP va tornar la banda al seu original estil crossover i skate punk. Aquest fet, juntament amb l'absència de George i Trujillo, va molestar a molts dels seguidors de l'època metalera però els fanàtics del punk de Suicidal Tendencies van acollir positivament el canvi.
La banda va seguir una fórmula similar a Freedumb, publicat el 1999. Va ser considerat pels fans de la banda com el seu «àlbum de remuntada», amb títols com «Cyco Vision» i «We Are A Family» convertint-se en els més escoltats.
L'any següent, Suicidal Tendencies va llançar Free Your Soul And Save My Mind. A diferència del seu predecessor, d'un hardcore més bàsic, aquest àlbum abastava la majoria dels estils amb els que ja havien treballat en el passat. Algunes cançons eren punk, però altres estaven orientades al thrash. Afició i crítica van saludar l'àlbum favorablement i es va publicar el senzill «Pop Song».

### Year of the CycosiNo Mercy Fool!/The Suicidal Family: 2002–2012
Wackerman va deixar Suicidal Tendencies el 2001 mentre la banda estava de gira per formar part de Bad Religion. Greg Saenz es va unir a la banda abans que Ron Bruner assumís les funcions de bateria i Paul també abandonés l'any següent substituït pel seu germà Steve. La banda va fer una gira durant el 2003 però es va veure obligada a parar el 2004 a causa que Mike Muir requeria una cirurgia per una lesió d'esquena.
Eric Moore va substituir Dave Hidalgo a la bateria. Durant la tardor del 2008, la banda va fer una gira amb Whole Wheat Bread, Madball, Terror i Death by Stereo. Durant aquesta gira Year of the Cycos, un àlbum recopilatori amb Suicidal Tendencies, Infectious Grooves, Cyco Miko i No Mercy, va estar disponible per primera vegada per a la compra als concerts o a la seva pàgina web oficial. De l'àlbum, la cançó original «Come Alive» es va publicar com a videoclip.
El setembre de 2010, Suicidal Tendencies va publicar l'àlbum No Mercy Fool!/The Family Suicidal que consta de re-enregistraments de temes de l'àlbum Join the Army i de les velles cançons de No Mercy.

### 13: 2013–2014
Stephen «Thundercat» Bruner va ser el baixista de Suicidal Tendencies del 2002 al 2011, tot i que també va tocar en el seu onzè àlbum d'estudi 13, que va ser llançat dos anys després de la seva sortida de la banda. Suicidal Tendencies va llançar 13, el 26 de març de 2013. La banda va passar els següents anys girant i presentant l'àlbum amb bandes com DRI, Sick of It All, Slayer, Exodus, Slipknot, Beartooth, Megadeth, Children of Bodom i Havok. També van encapçalar el 2014 Persistence Tour, i van aparèixer a molts festivals com Riot Fest el 2013, Amnesia Rockfest el 2014 i el creuer Motörhead's Motörboat el 2015.
L'11 de març de 2014, Thomas Pridgen va confirmar que s'havia unit a Suicidal Tendencies. A la tardor del 2014, Pridgen ja no tocava a Suicidal Tendencies, i Eric Moore es va incorporar a la banda. El 27 d'agost de 2014, Suicidal Tendencies va anunciar que el baixista Tim Williams havia mort. Rawbiz va ser substituït per Michael Morgan, i dos anys després per Ra Díaz.

### World Gone Mad: 2014–2017

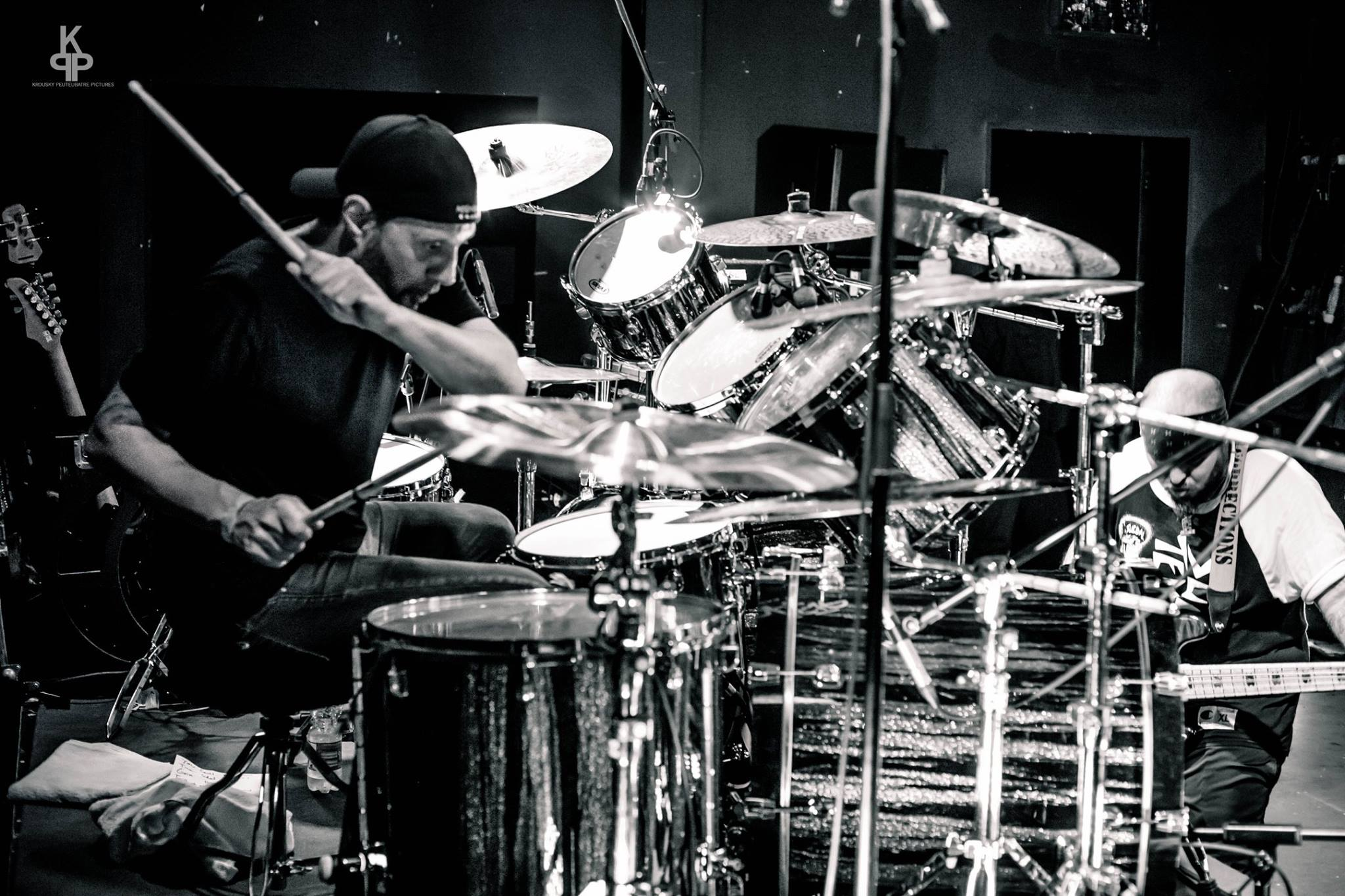
Dave Lombardo

En una entrevista de febrer de 2016, Muir va donar a conèixer un nou EP, seguit d'un nou àlbum d'estudi complet, inspirat en el clima polític i les eleccions. També va afirmar que l'àlbum i l'EP podrien ser els enregistraments finals de la banda, tot i que va afegir: «També vaig pensar que el primer seria probablement l'últim que faríem».
El 20 de febrer de 2016, Suicidal Tendencies va anunciar que l'exbaterista de Slayer, Dave Lombardo, i amic de fa temps, tocaria la bateria en la seva gira de febrer a març de 2016 amb Megadeth, i de nou el maig-juny 2016 al Tour europeu. El 6 de maig de 2016, el guitarrista Nico Santora va anunciar que deixava Suicidal Tendencies per centrar-se en el seu nou projecte Lillake. Va ser substituït pel guitarrista Jeff Pogan. Mike Muir va revelar el juny de 2016 que l'àlbum s'anomenaria World Gone Mad, i que la banda tenia previst llançar també un nou EP.

### Get Your Fight On!,Still Cyco Punk After All These Yearsi pròxim àlbum: 2018–present

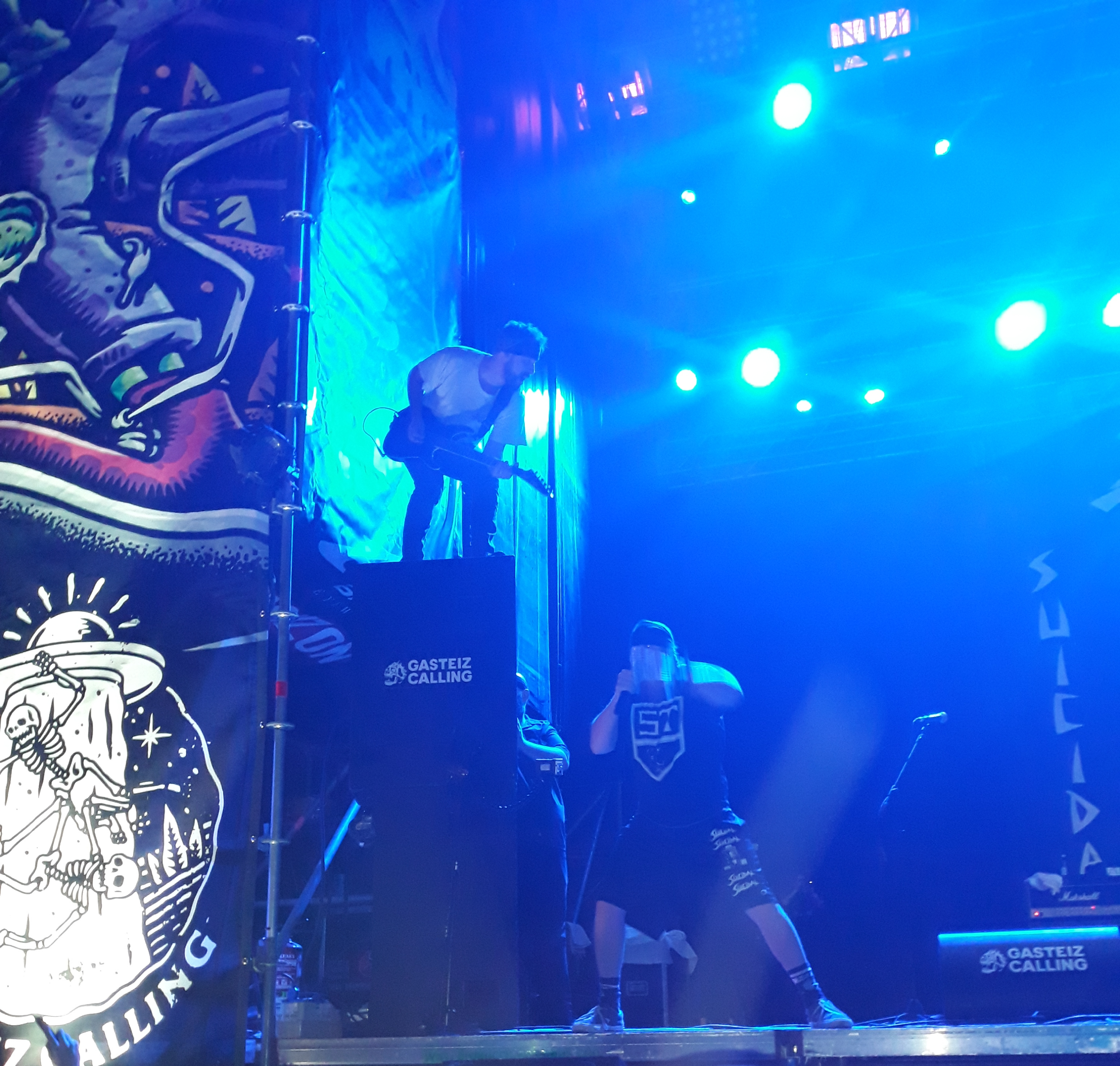
Ben Weinman i Mike Muir al Gasteiz Calling de 2018

L'1 de desembre de 2017, Suicidal Tendencies va anunciar que havien completat el treball en un nou EP amb el productor Paul Northfield. Get Your Fight On! va publicar-se el 9 de març de 2018 i va ser el primer dels dos llançaments que la banda tenia previst aquell any. El segon fou Still Cyco Punk After All These Years el 7 de setembre de 2018.
El 2 de juliol de 2018, es va anunciar que el guitarrista Jeff Pogan havia abandonat Suicidal Tendencies per motius personals. L'exguitarrista de The Dillinger Escape Plan, Ben Weinman, va completar les gires d'estiu i tardor del 2018 amb la banda. El 2019, Weinman va anunciar a la seva pàgina de Twitter que estava a l'estudi fent un seguiment de nou material per al proper àlbum de Suicidal Tendencies.

## Membres

### Membres actuals
- Mike Muir: veu (1981-present)
- Dean Pleasants: guitarra principal (1997-present)
- Ra Díaz: baix (2016-present)
- Dave Lombardo: bateria (2016-present)
- Ben Weinman: guitarra rítmica (2018-present)

### Antics membres
- Jeff Pogan: guitarra rítmica (2016-2018)
- Mike Clark: guitarra rítmica (1987-1995, 1997-2012)
- Eric Moore: bateria (2007-2016)
- Grant Estes, guitarra (a Suicidal Tendencies)
- Rocky George, guitarra principal (des de Join the Army fins a Suicidal for Life)
- Louiche Mayorga: baix (des de Suicidal Tendencies fins a Join the Army)
- Bob Heathcote: baix (a How Will I Laugh Tomorrow If I Can't Even Smile Today?)
- Robert Trujillo: baix (des de Controlled by Hatred fins a Prime Cuts)
- Josh Paul: baix (des de Six the Hard Way fins a Free Your Soul and Save My Mind)
- Amery Smith: bateria (a Suicidal Tendencies)
- R.J. Herrera: bateria (des de Join the Army fins a l'enregistrament de Still Cyco After All These Years)
- Jimmy DeGrasso: bateria (en The Art Of Rebellion i Suicidal for Life)
- Brooks Wackerman: bateria (des de Six the Hard Way fins a Free Your Soul and Save My Mind)
- Eric Moore: bateria (2008-2014)
- Tim "Rawbiz" Williams: baix (2011-2014)

## Discografia

### Àlbums
- Suicidal Tendencies - 1983[3]
- Join The Army - 1987
- How Will I Laugh Tomorrow When I Can't Even Smile Today? - 1988
- Lights...Camera...Revolution! - 1990
- The Art Of Rebellion - 1992
- Still Cyco After All These Years - 1993
- Suicidal For Life - 1994
- Freedumb - 1999
- Free Your Soul And Save My Mind - 2000
- 13 - 2013
- World Gone Mad - 2016
- Still Cyco Punk After All These Years - 2018

### EP
- Controlled By Hatred/Feel Like Shit...Déjà Vu - 1989
- Six The Hard Way - 1998
- Get Your Fight On! - 2018

### Recopilatoris
- 1992: F.N.G.
- 1997: Prime Cuts (amb noves versions i temes inèdits)
- 1997: Friends & Family, Vol. 1
- 2001: Friends & Family, Vol. 2
- 2008: Year of the Cycos (amb temes de Suicidal Tendencies, Infectious Grooves, Cyco Miko i No Mercy)

### Directe
- 2010: Live at the Olympic Auditorium (primer i únic àlbum en viu)

### Videografia
| Any  | Títol                                             | Director               |
| ---- | ------------------------------------------------- | ---------------------- |
| 1983 | "Institutionalized"                               | Bill Fishman           |
| 1987 | "Possessed to Skate"                              | Bill Fishman           |
| 1988 | "Trip at the Brain"                               | Bill Fishman           |
| 1989 | "How Will I Laugh Tomorrow?"                      |                        |
| 1989 | "Waking the Dead"                                 |                        |
| 1990 | "War Inside My Head"                              | Paul Rachman           |
| 1990 | "You Can't Bring Me Down"                         | Simeon Soffer          |
| 1991 | "Alone"                                           |                        |
| 1991 | "Send Me Your Money"                              |                        |
| 1992 | "I Wasn't Meant to Feel This/Asleep at the Wheel" | Eric Matthews, Wing Ko |
| 1992 | "Nobody Hears"                                    | Samuel Bayer           |
| 1993 | "I'll Hate You Better"                            |                        |
| 1993 | "Institutionalized: Version 2"                    |                        |
| 1994 | "Love vs. Loneliness"                             | Sean Alatorre          |
| 1998 | "We Are Family"                                   |                        |
| 2000 | "Pop Songs"                                       | Glen Bennett           |
| 2008 | "Come Alive"                                      | Glen Bennett           |